# 3567 Alvema
A 3567 Alvema (ideiglenes jelöléssel 1930 VD) a Naprendszer kisbolygóövében található aszteroida. Eugene Joseph Delporte fedezte fel 1930. november 15-én.